# استكنان
الاسْتِكْنَان أو السكون الفيزيولوجي هو وقوف كل نشاط أو نمو أو تحوير استجابة للظروف البيئية المنتظمة والمتكررة. فهو حالة فسيولوجية ذات ظروف بدء وتثبيط محددة للغاية. الإستكنان هو وسيلة للبقاء على قيد الحياة رغم الظروف البيئية غير المواتية التي يمكن التنبؤ به، مثل درجات الحرارة القصوى والجفاف أو انخفاض توافر الغذاء. لوحظ السبات في جميع مراحل حياة المفصليات، وخاصة الحشرات. السبات الجنيني، ظاهرة مشابهة، تحدث في أكثر من 130 نوعًا من الثدييات، وربما حتى في البشر، وفي أجنة العديد من أنواع الأسماك البويضية بالترتيب بطحيشيات الشكل.
يمكن أن يحدث ذلك في أي مرحلة من مراحل تطوير الحشرة الأربع، إن جملاء أو عذراء أو يرقة أو مكنة.